# Kanton Borgo
Kanton Borgo (francouzsky Canton de Borgo) je francouzský kanton v departementu Haute-Corse na severu regionu Korsika. Tvoří ho 4 obce.

## Geografie
Kanton se rozléhá kolem obce Borgo v arrondissementu Bastia v jihovýchodní Francii. Nadmořská výška se pohybuje od 0 do 1 151 m. Východní část kantonu tvoří laguna Étang de Biguglia.

## Historie
Vytvořen byl v roce 1828, pozměněn pak vyhláškou z 26. února 2014, která přišla v platnost v březnu 2015. Kanton tím ztratil obec Biguglia, která je umístěna v nově vytvořeném kantonu Biguglia-Nebbio.

## Obce kantonu
- Biguglia
- Borgo
- Lucciana
- Vignale (Haute-Corse)